# Kamienica przy ul. Floriana Szarego 4 w Kłodzku
Kamienica przy ul. Floriana Szarego 4 w Kłodzku – pochodząca z 1906 roku zabytkowa secesyjna kamienica.

## Opis
Budynek został wzniesiony w 1906 roku w stylu secesyjnym. Na parterze ulokowano łaźnię miejską. Jak wynika z zachowanych reklam, nie było to jedynie zwyczajne miejsce kąpieli, ale kompleksowy zakład wodoleczniczy o nazwie "Mariannenbad Glatz", gdzie wykonywano również zabiegi z użyciem prądu elektrycznego. Nazwa zakładu pochodzi najprawdopodobniej od imienia królewny Marianny Orańskiej, historycznej postaci Ziemi kłodzkiej.
Obecnie na parterze budynku mieści się przychodnia POZ, w suterenie są punkty handlowe, a na piętrach mieszkania.
Decyzją wojewódzkiego konserwatora zabytków z dnia 1 października 1988 roku kamienica została wpisana do rejestru zabytków

## Galeria

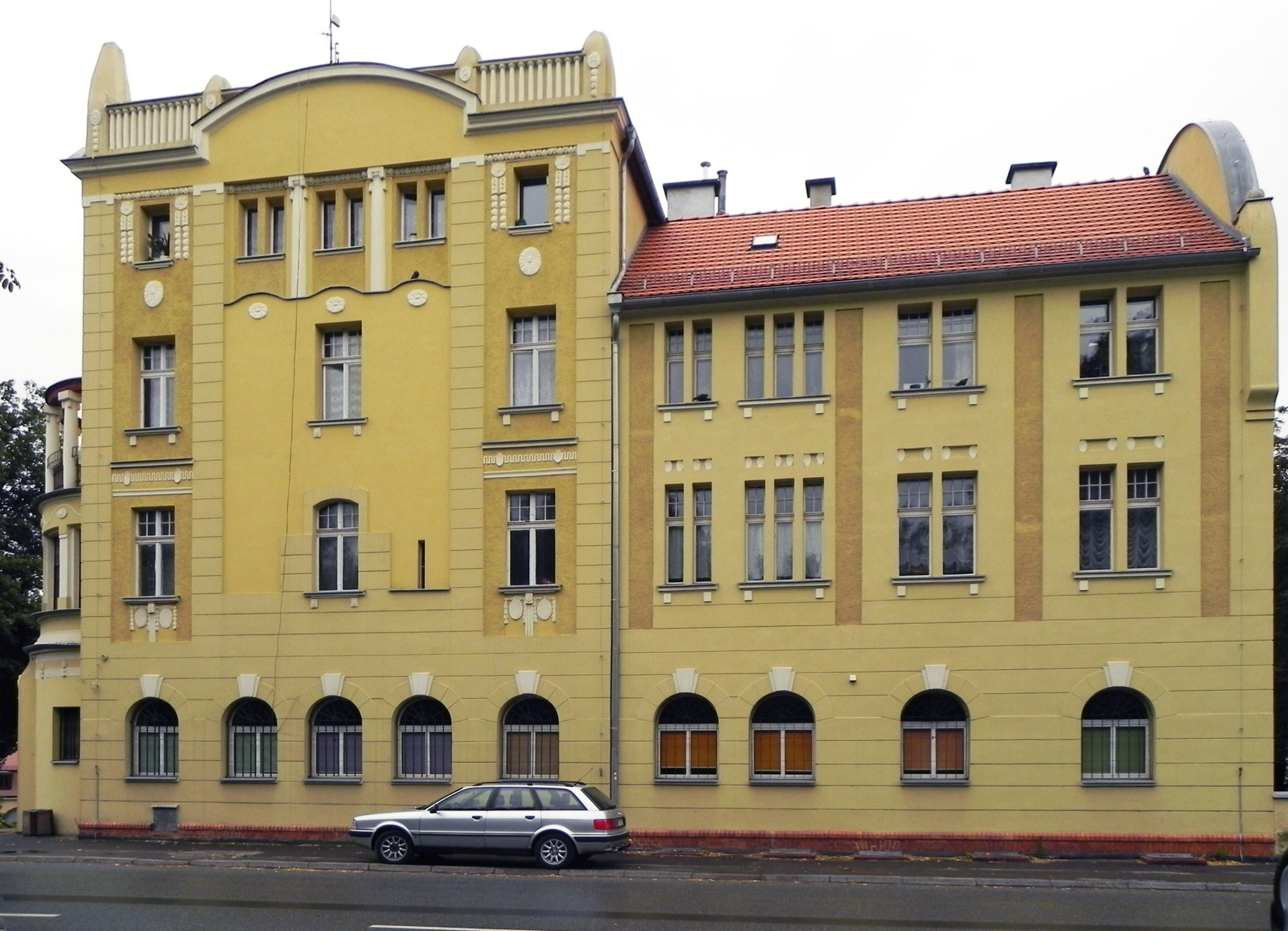
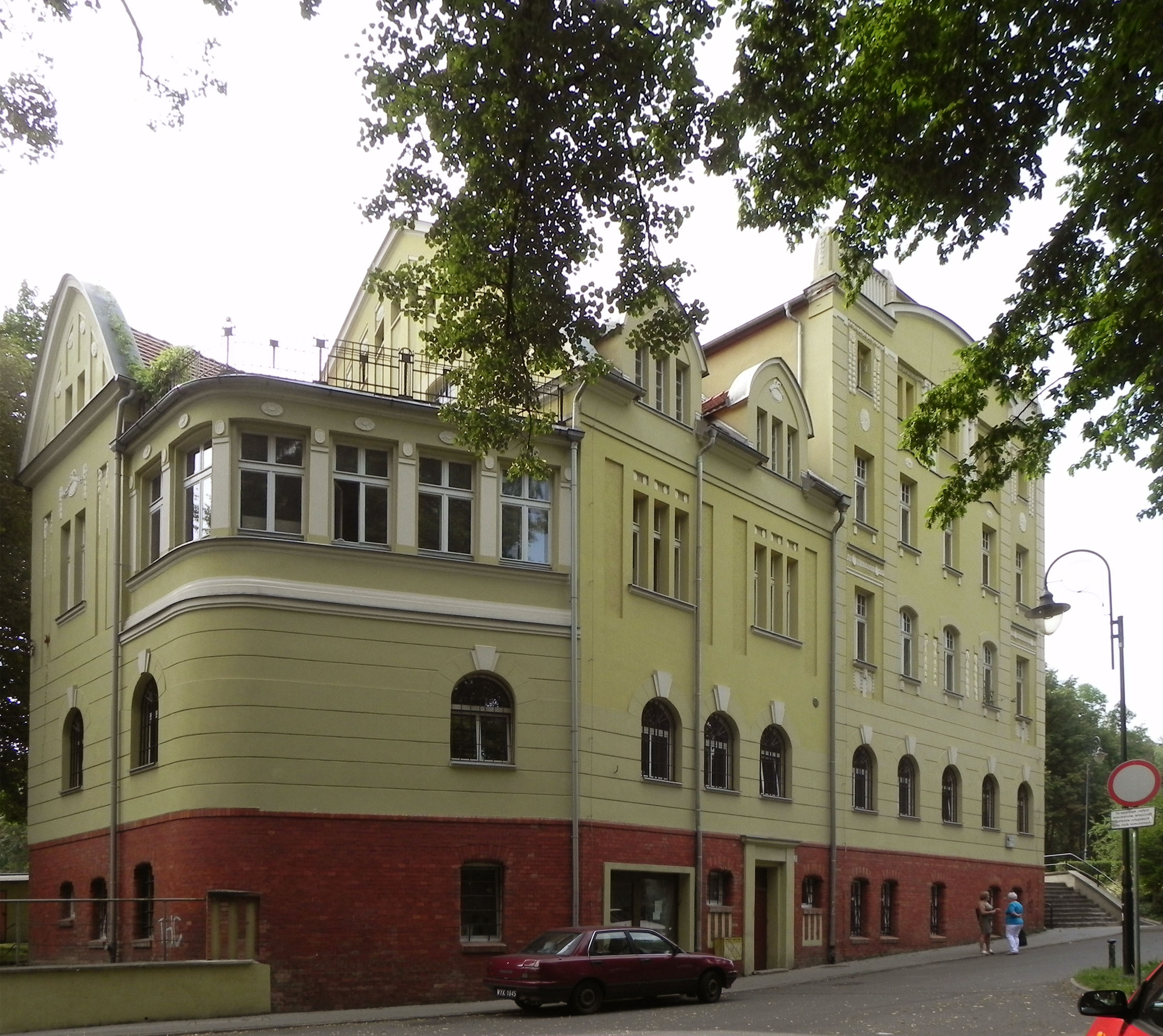
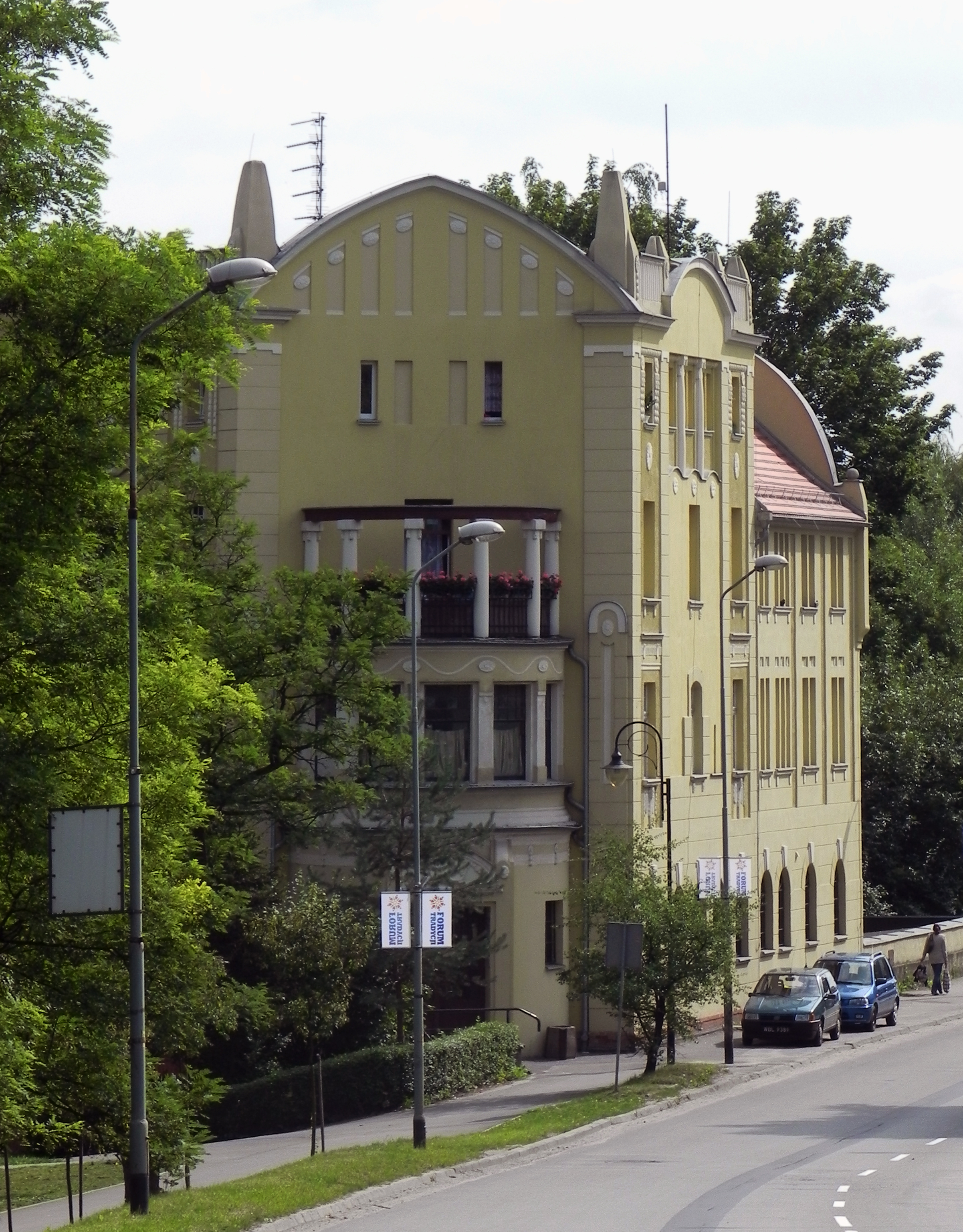
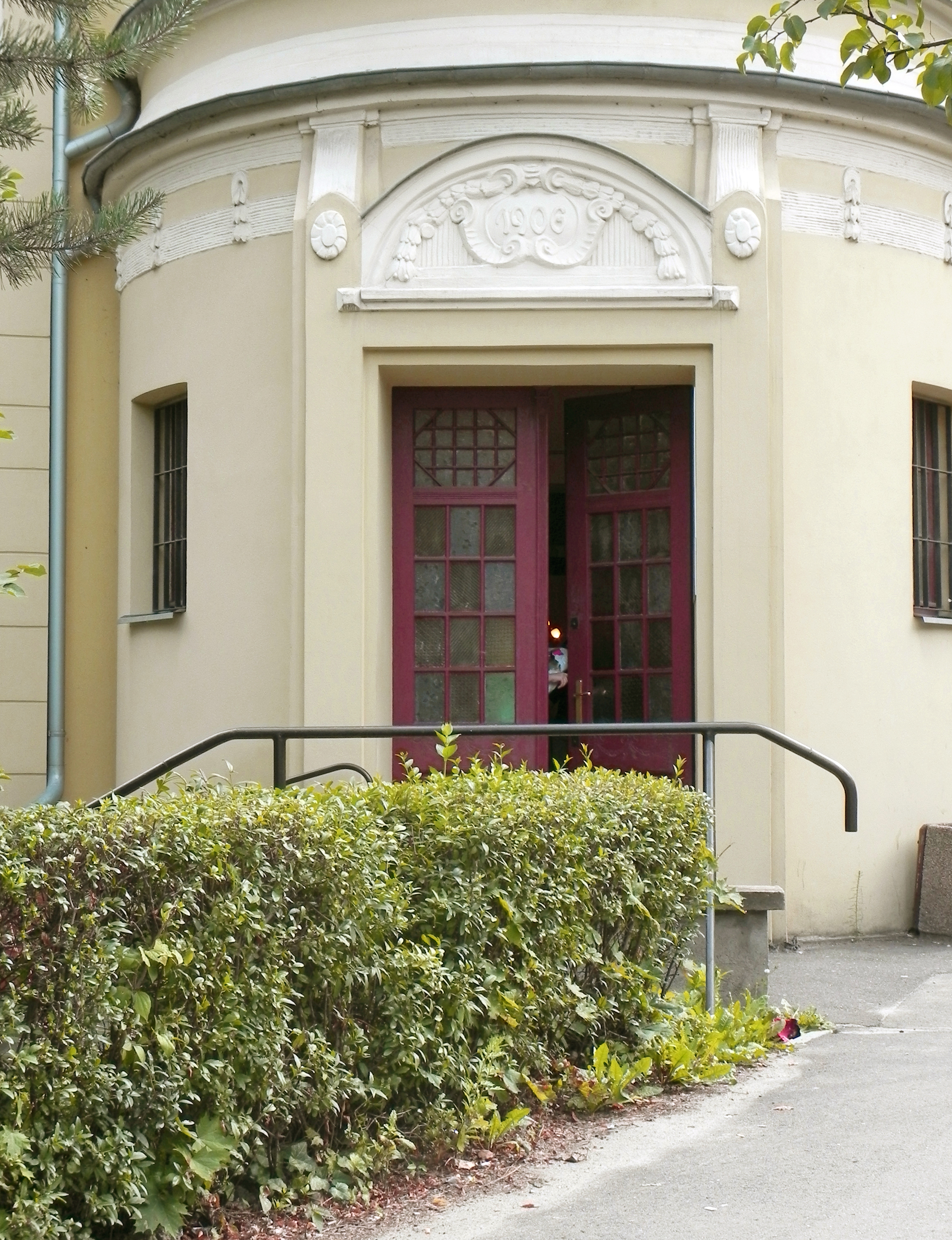
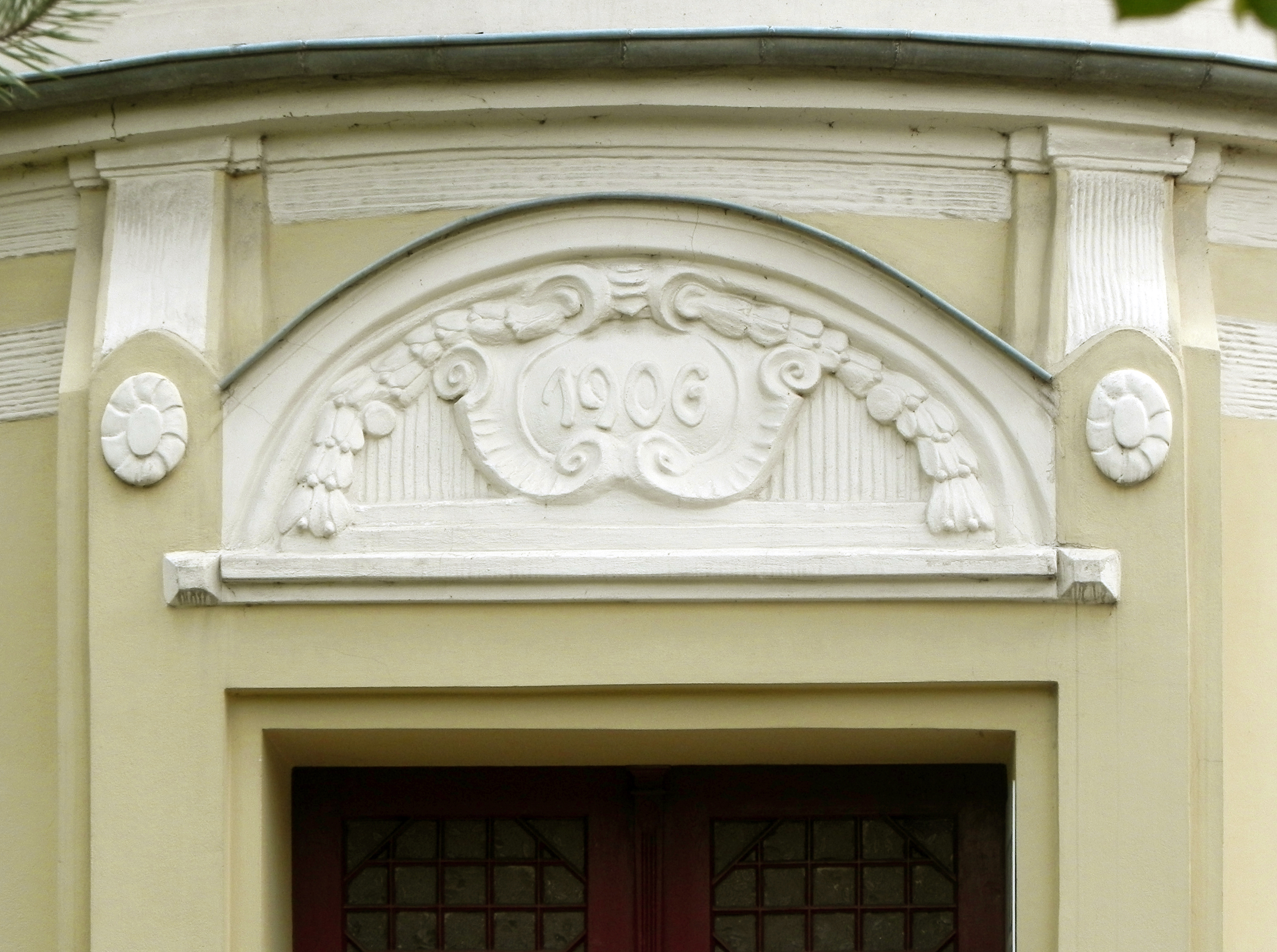
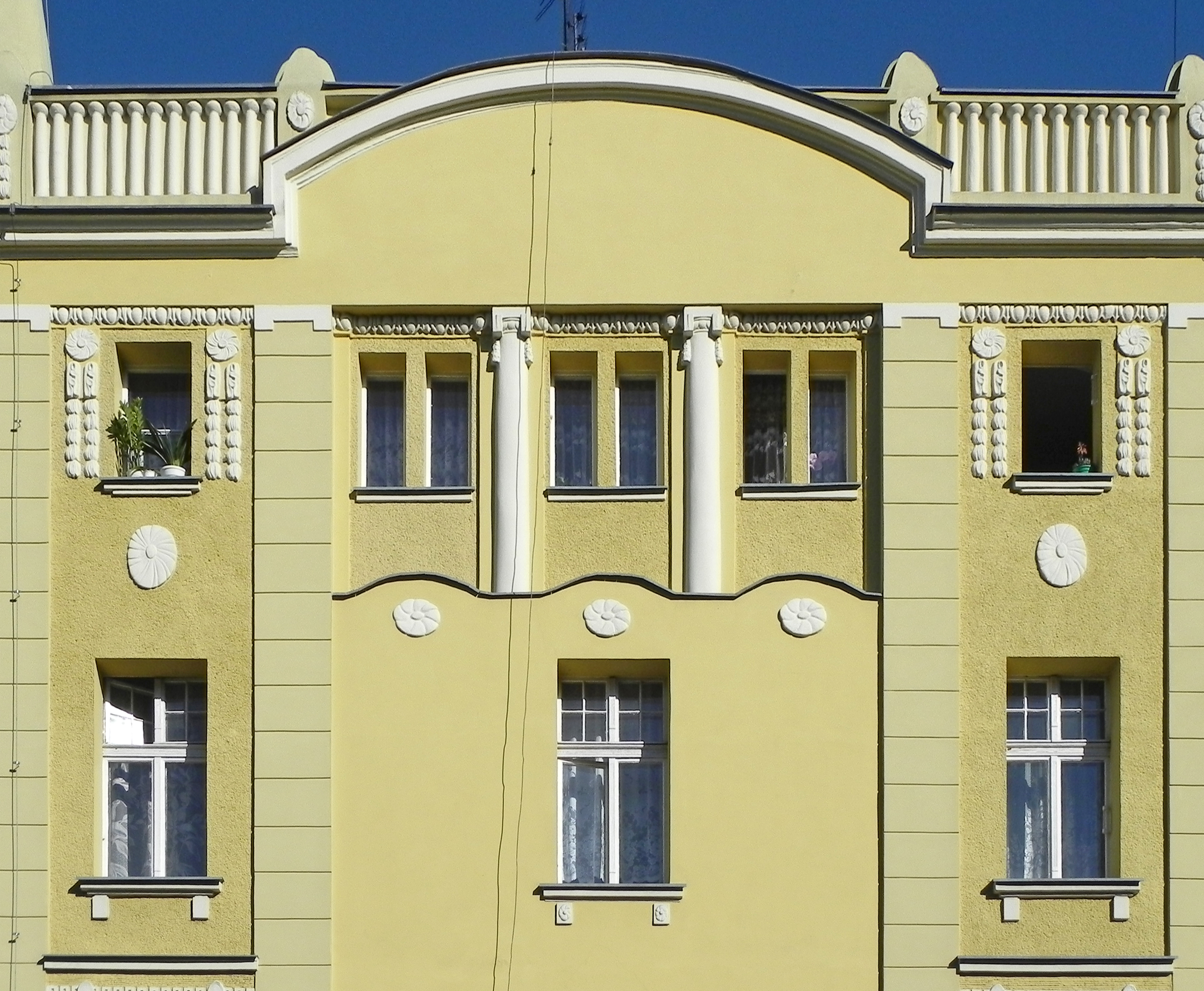
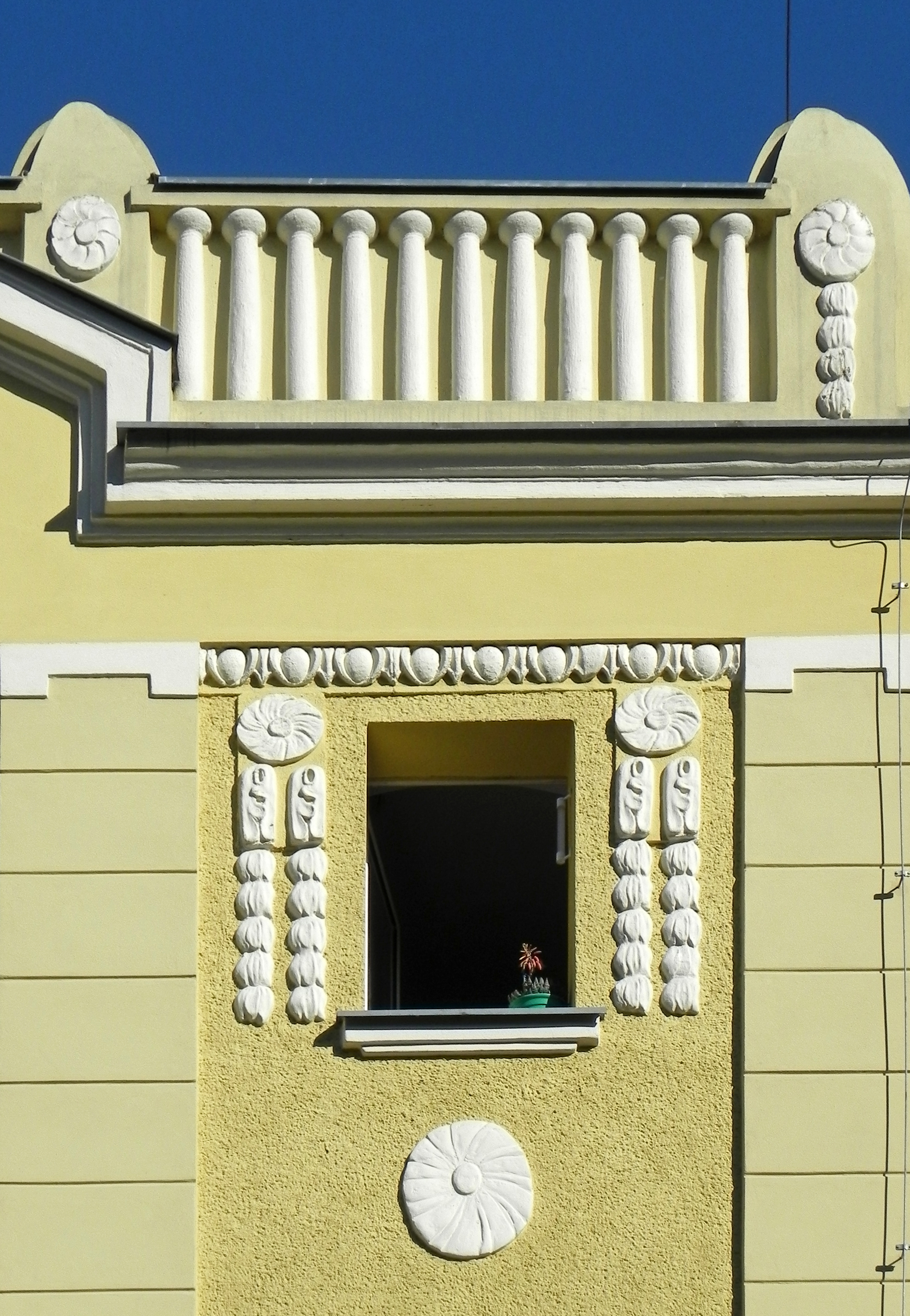
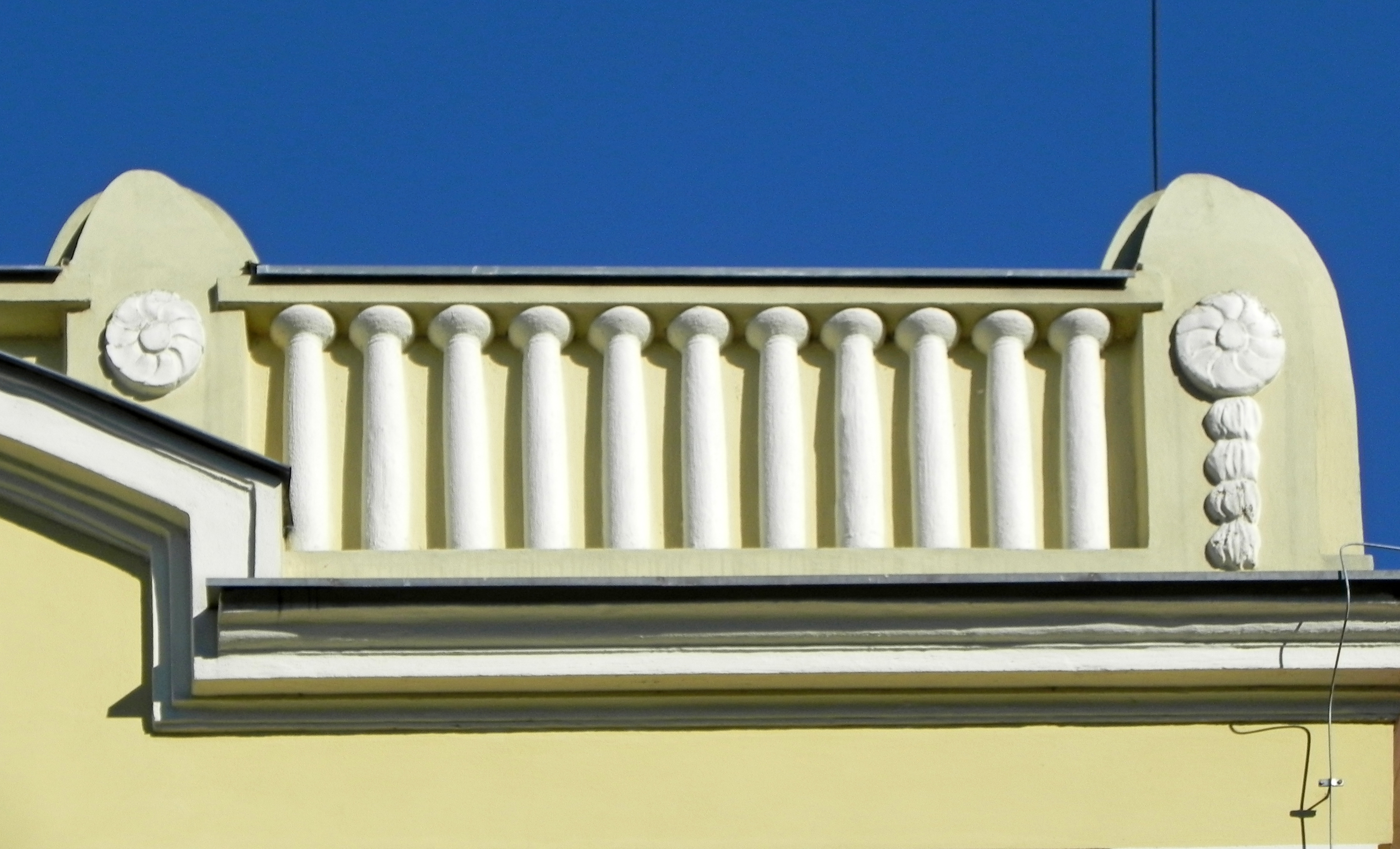
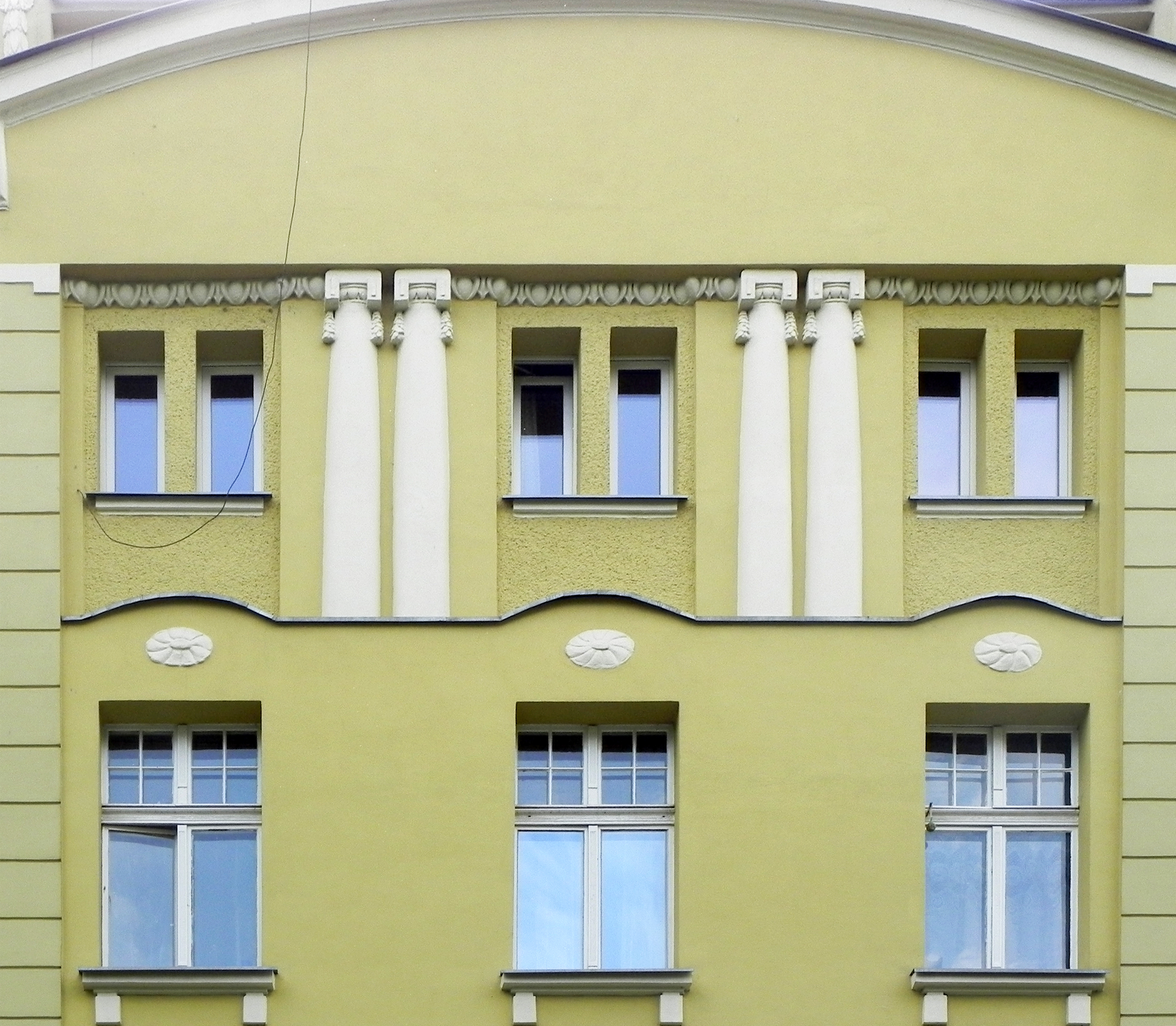
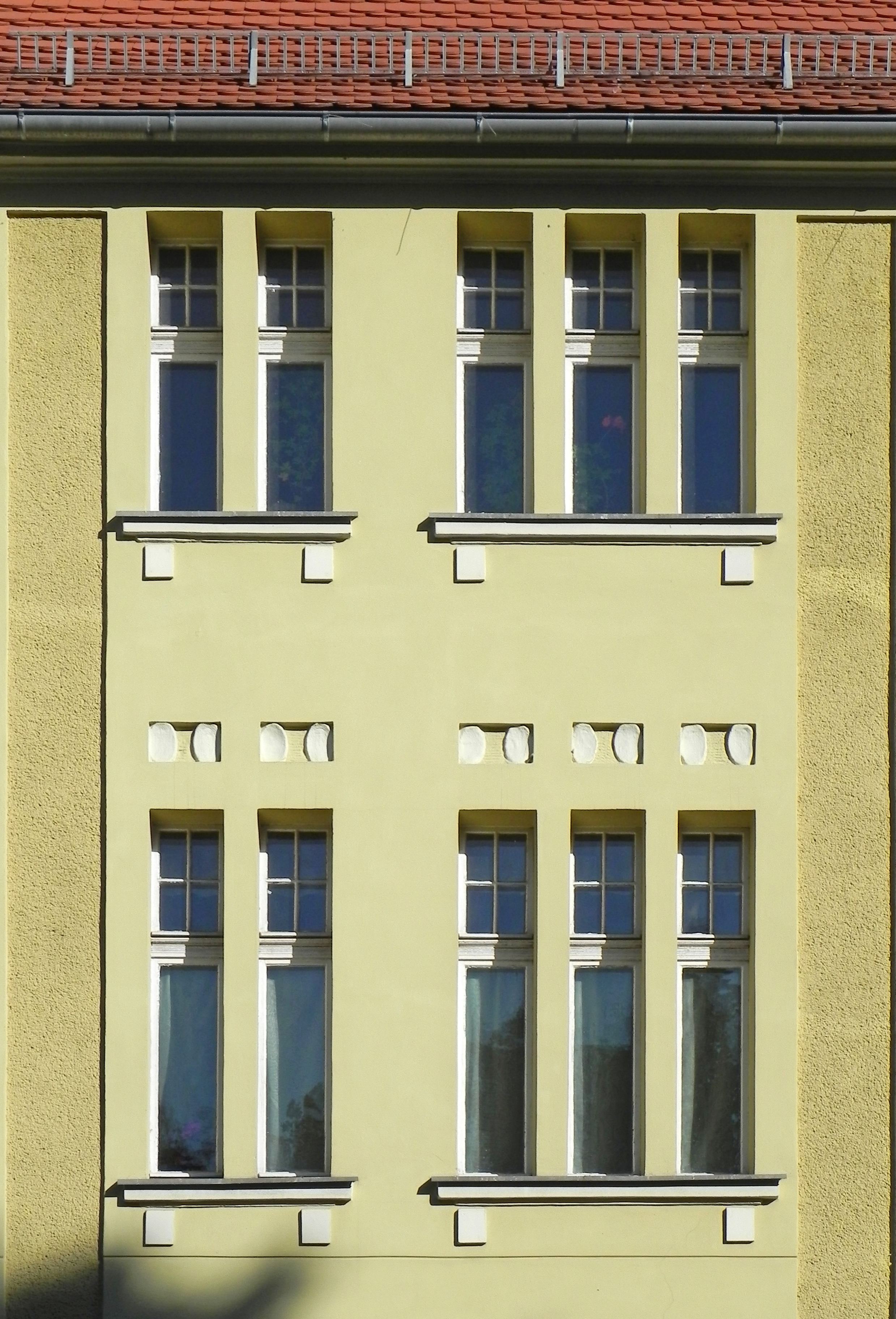
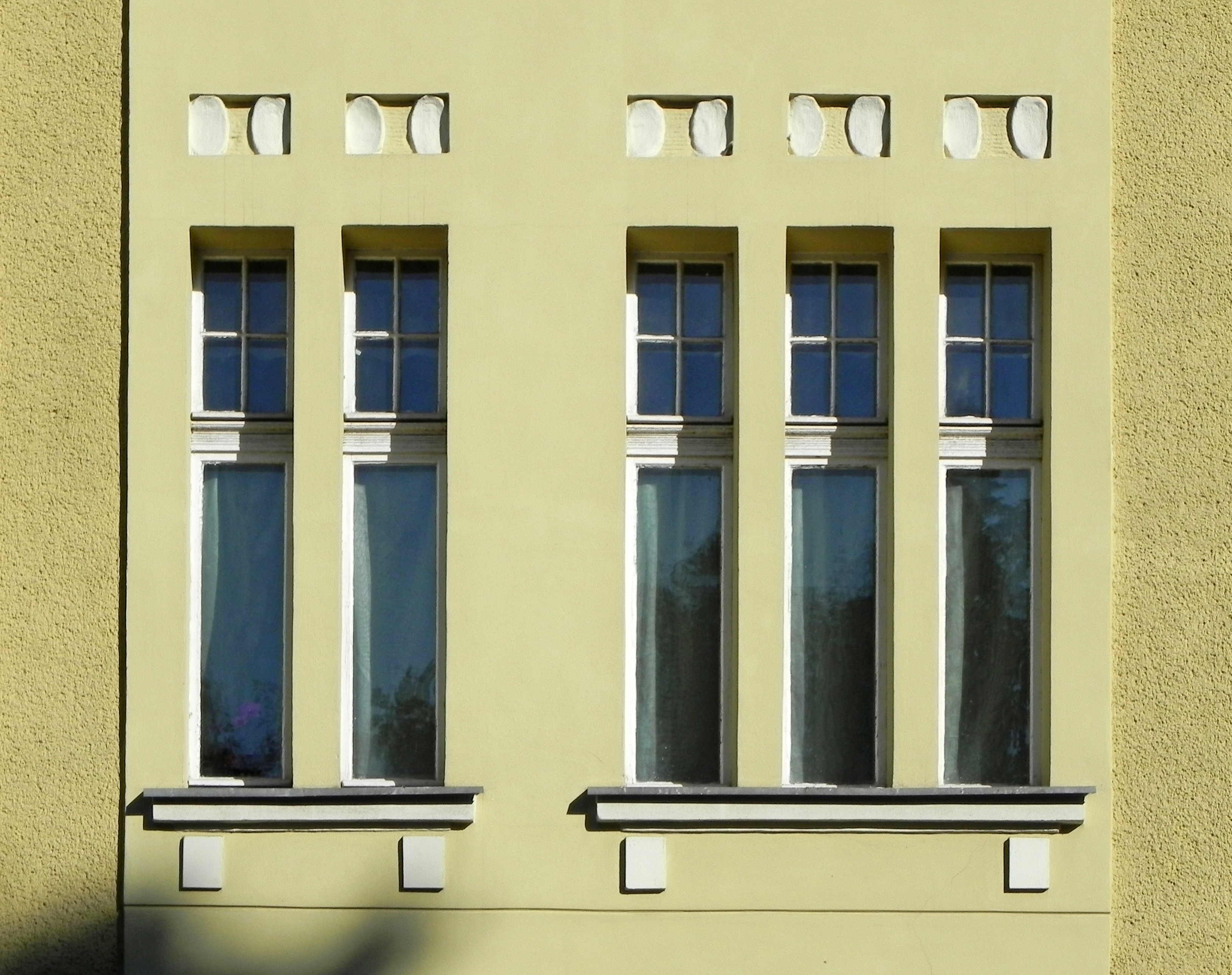
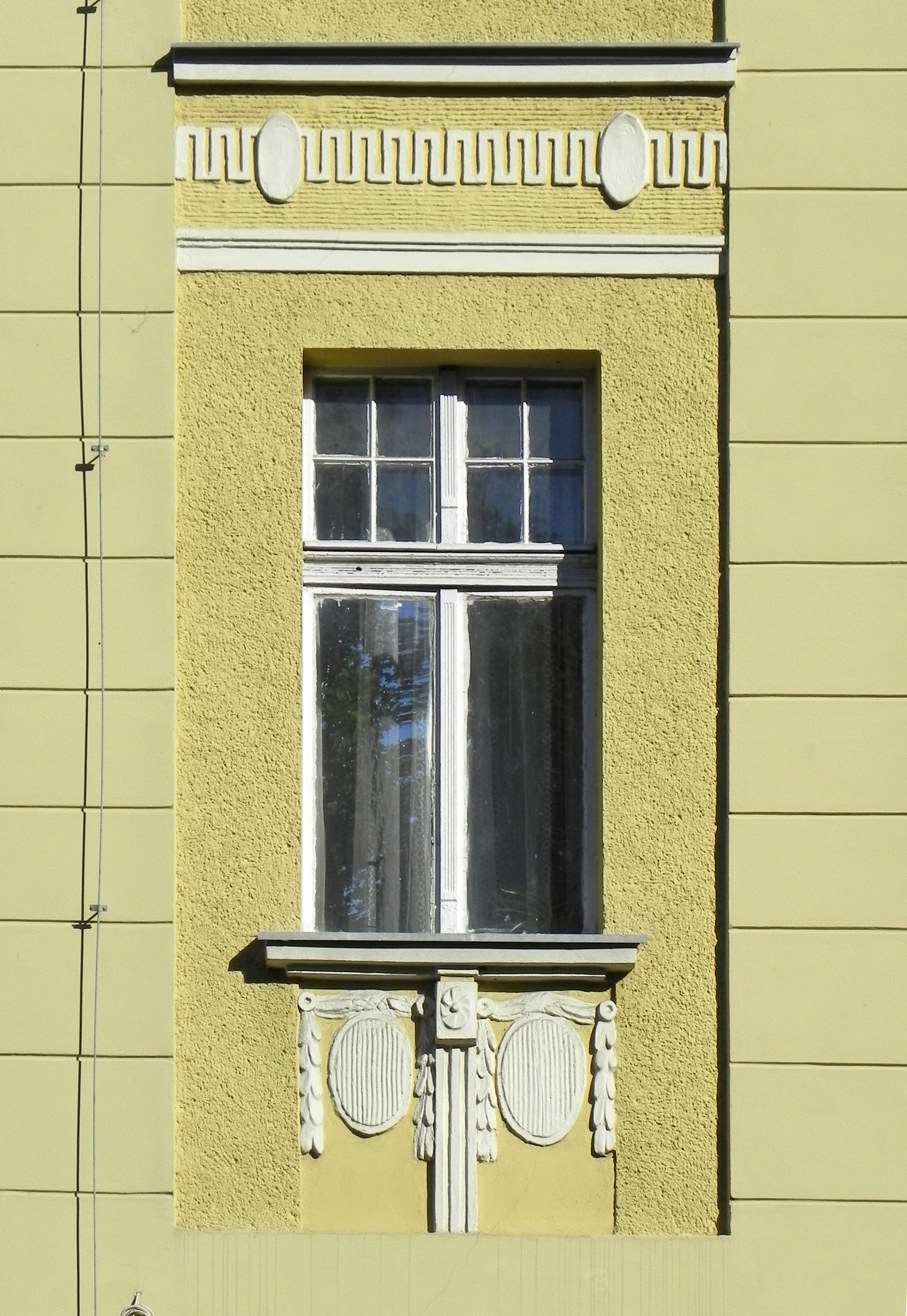
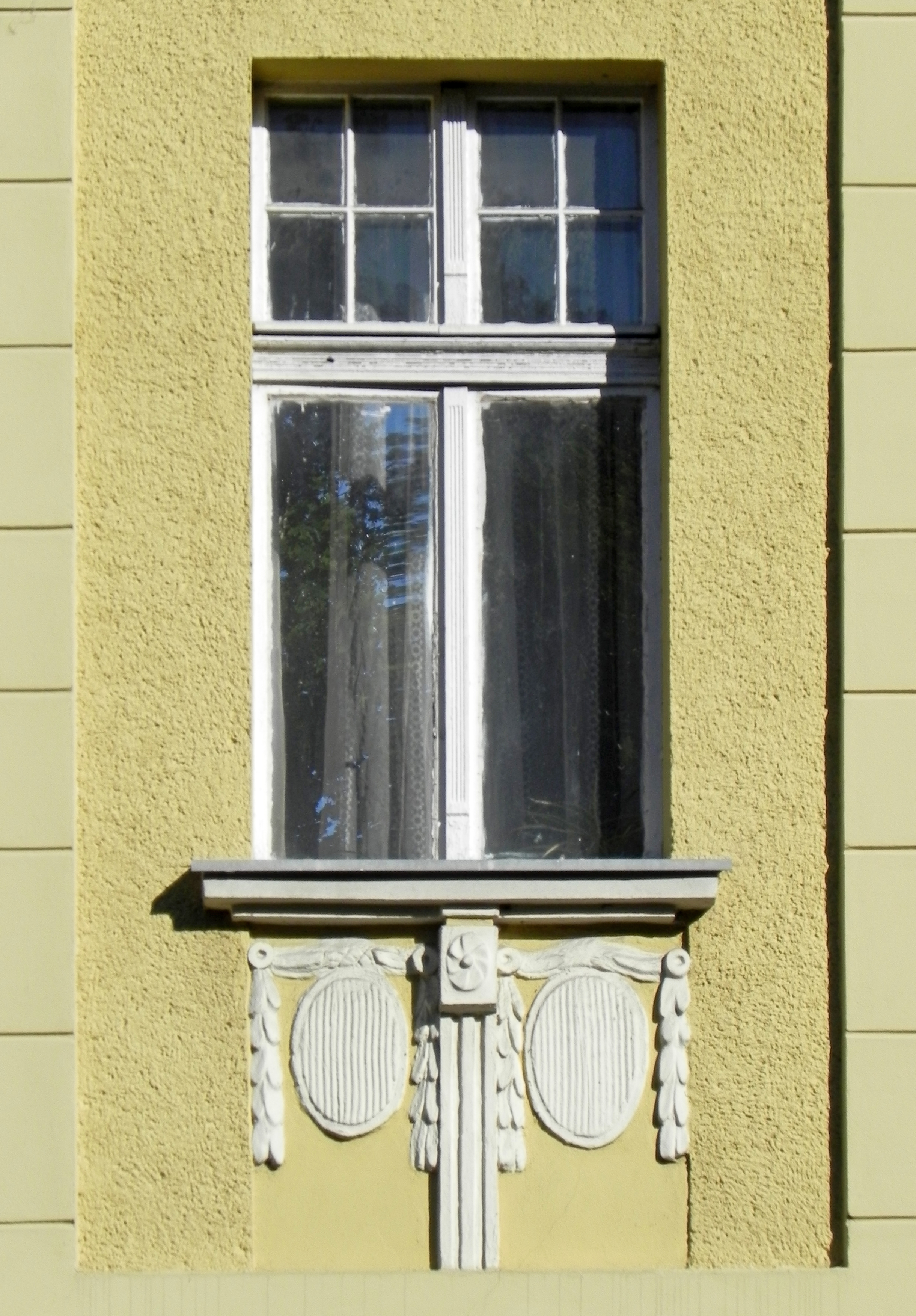
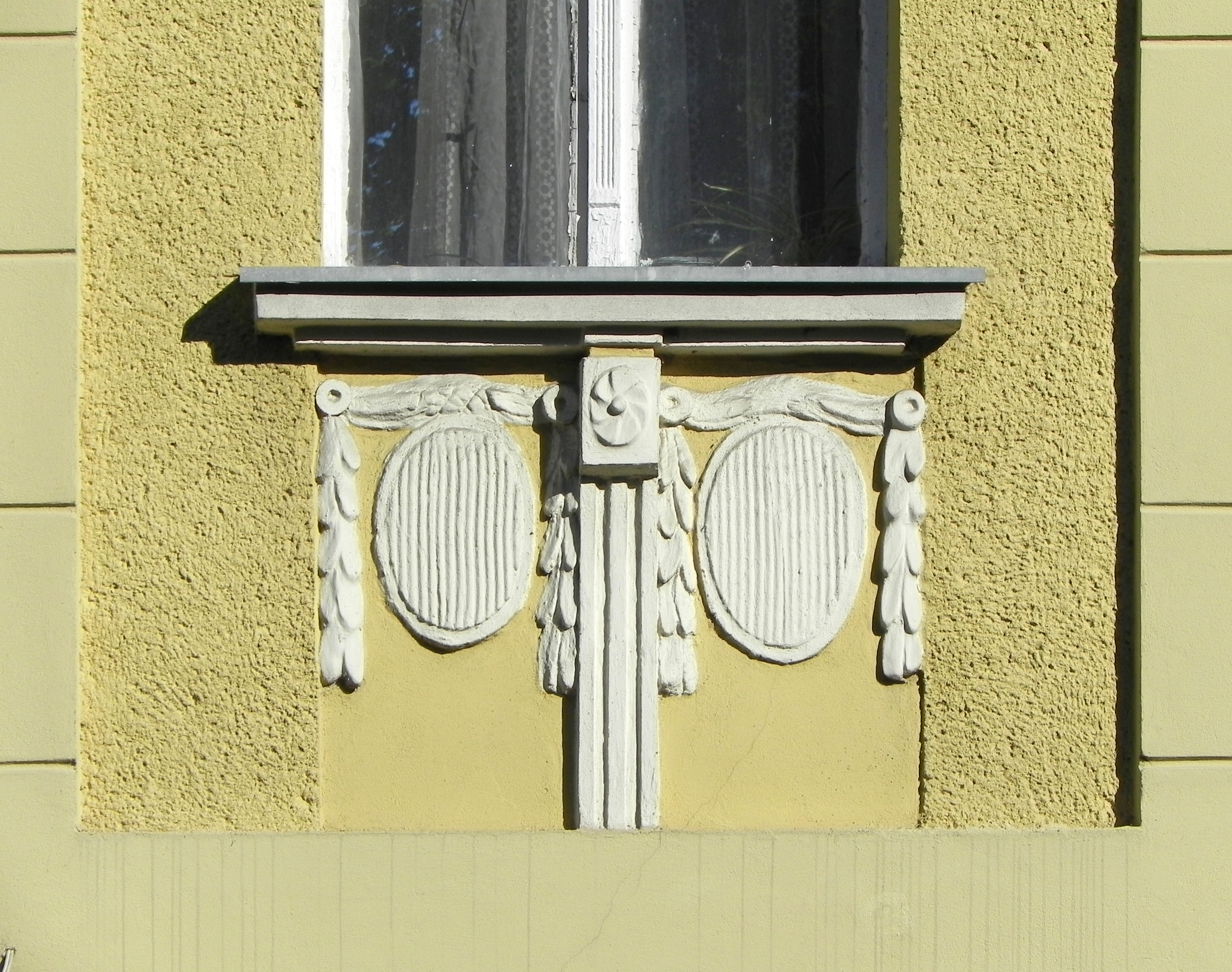
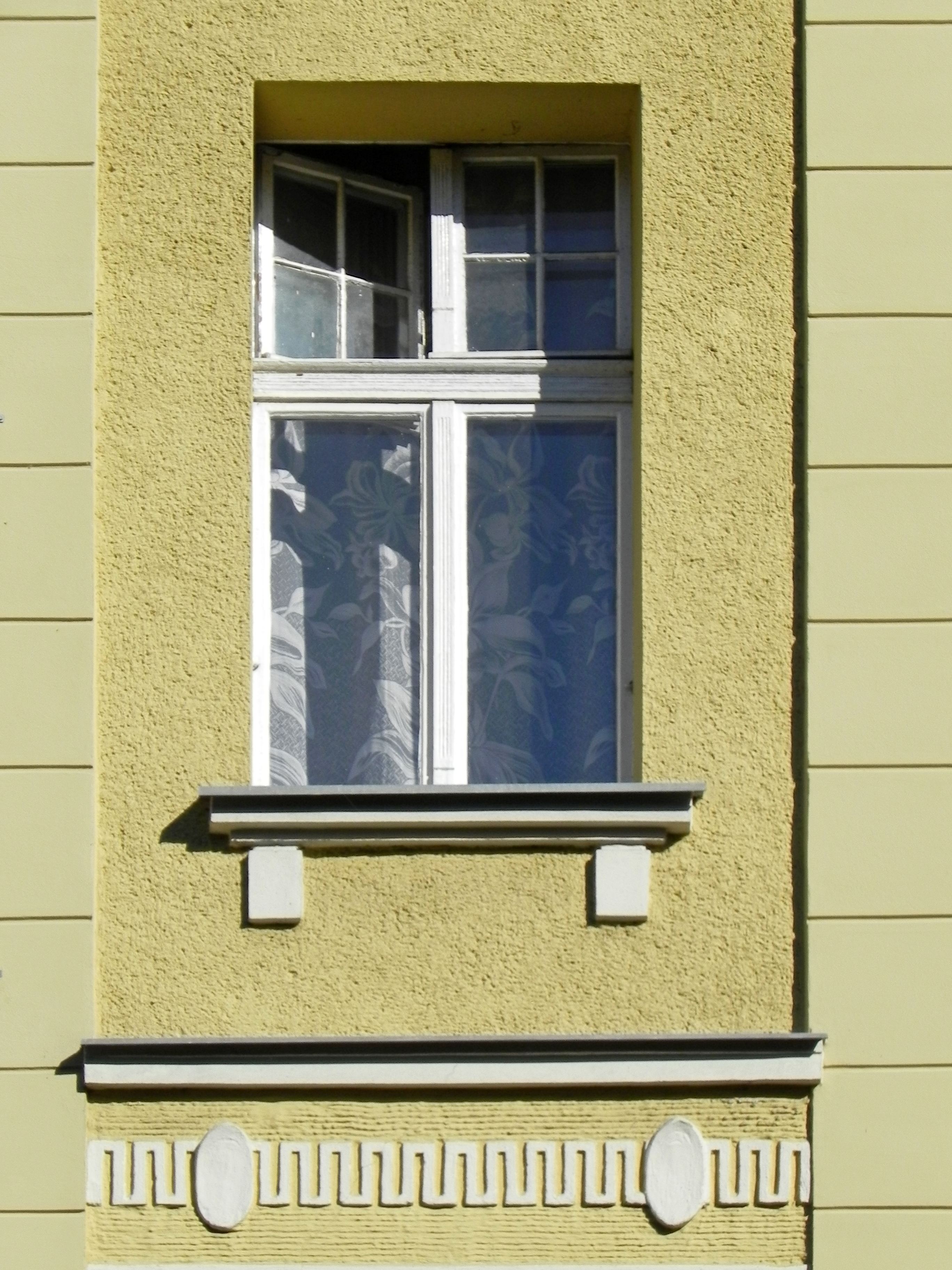
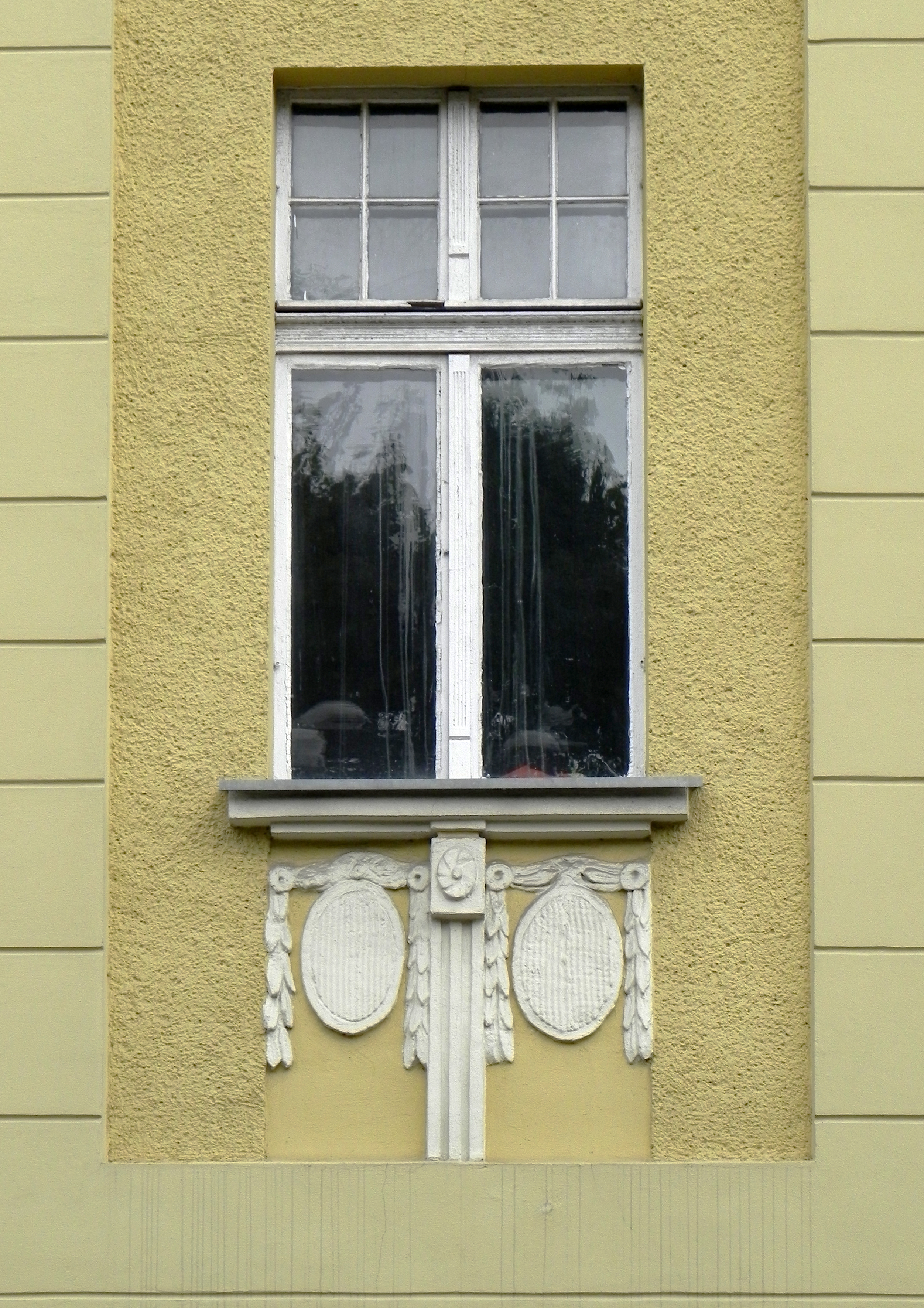
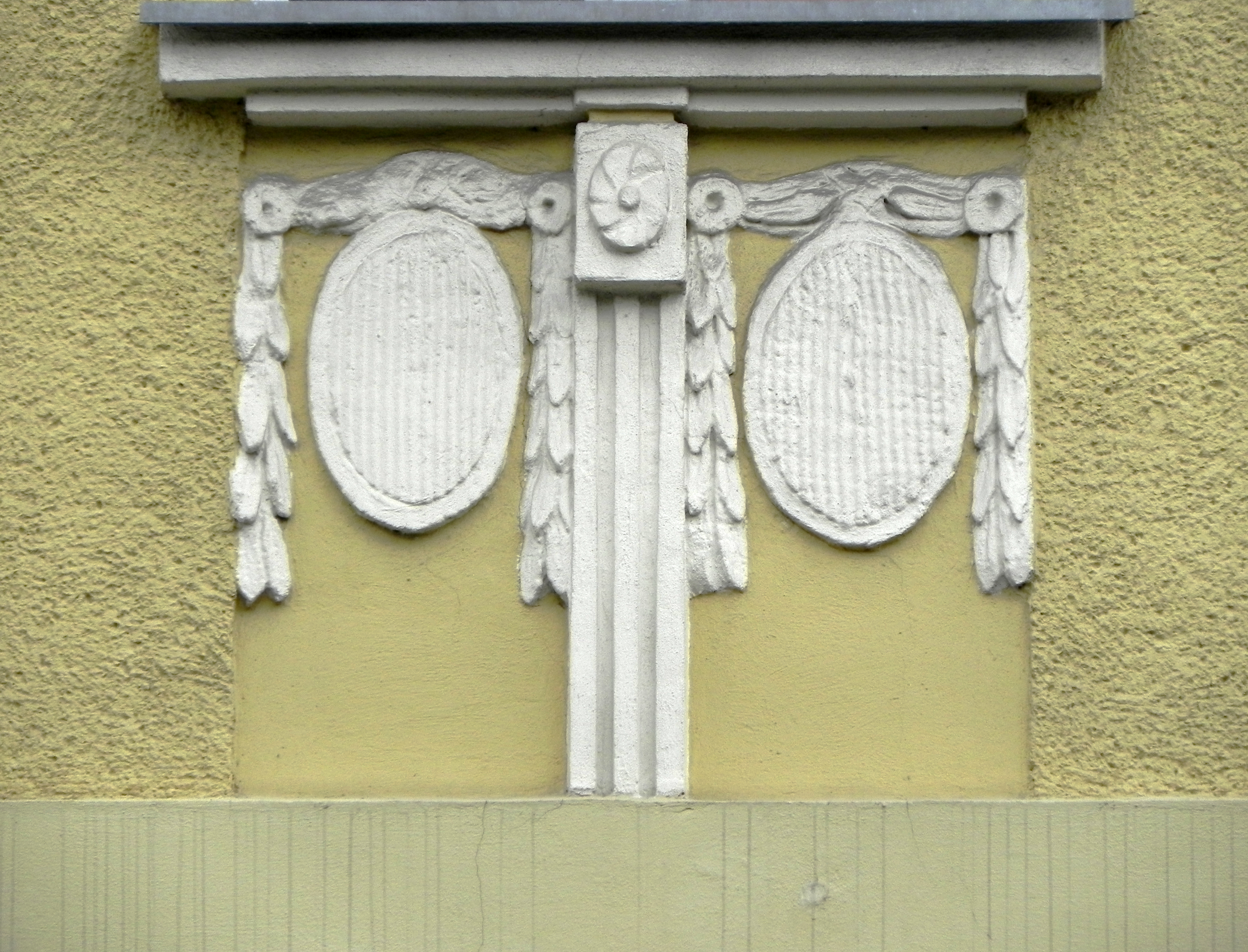
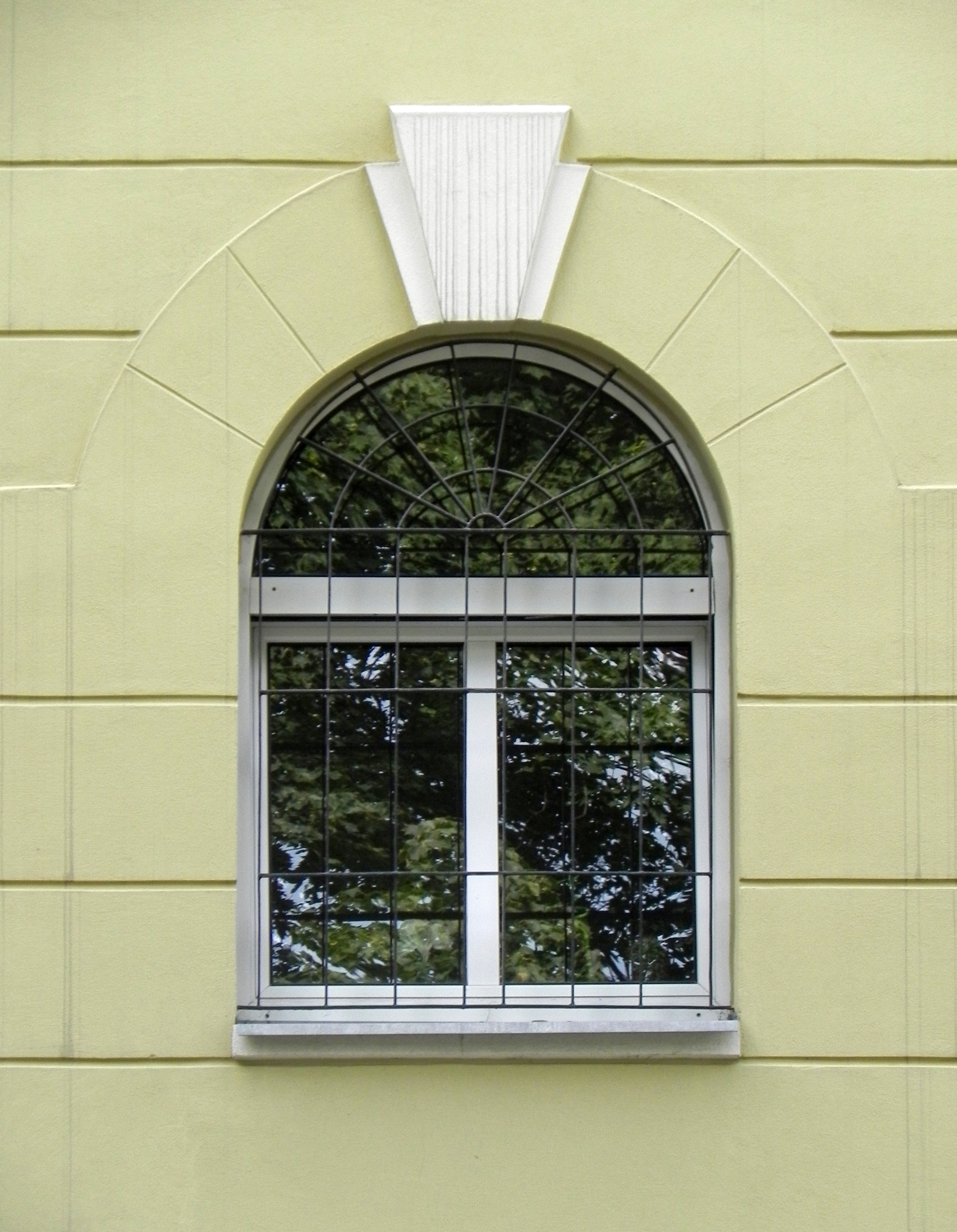